# Albanian Airlines
L'Albanian Airlines è stata una compagnia aerea albanese che ha subito varie vicissitudini. Fu costituita nel maggio 1992 ed inaugurò i collegamenti di linea il 20 giugno. Questi furono interrotti nell'agosto del 1994 e riattivati all'inizio dell'estate dell'anno seguente. Il 16 ottobre 1995 iniziavano i voli per Bologna e, il giorno seguente, per Roma, tutti con Airbus A320. Nel settembre 1996 le operazioni furono nuovamente interrotte e riattivate l'anno successivo. Dopo alcuni anni di relativa tranquillità l'11 novembre 2011, l'ente per l'Aviazione Civile dell'Albania decise di revocare la licenza. La compagnia operava su rotte internazionali ed il nodo operativo era l'aeroporto internazionale di Tirana.

## Flotta
La flotta della Albanian Airlines (al 16 luglio 2008) era composta dai seguenti aerei di proprietà:
- 1 BAe 146-100 (ZA-MAK) (82 passeggeri)
- 1 BAe 146-200 (ZA-MAL) (94 passeggeri)
- 1 BAe 146-300 (ZA-MEV) (92 passeggeri)

Nel corso degli anni sono stati utilizzati vari tipi di velivoli a media capacità, tutti comunque noleggiati: Airbus A.320, Boeing 737, Boeing 757, DHC 8, Douglas DC 9, Tupolev 134.